# Kölner Arbeiten zum Bibliotheks- und Dokumentationswesen
Die Kölner Arbeiten zum Bibliotheks- und Dokumentationswesen sind eine deutsche monografische Reihe, die ab 1981 bis 2002 beim Kölner Verlag Greven erschien und von der Fachhochschule für Bibliotheks- und Dokumentationswesen (FHBD) herausgegeben wurde.
Die Reihe ist der Nachfolger der Arbeiten aus dem Bibliothekar-Lehrinstitut des Landes Nordrhein-Westfalen (1953–1981) und der Bibliographischen Hefte (1957–1980), die beide  vom FHBD-Vorgänger Bibliothekar-Lehrinstitut des Landes Nordrhein-Westfalen herausgegeben wurden.

## Bände
- Detlev Hellfaier: Bibliographien zur Geschichte und Landeskunde der Rheinlande : ein annotiertes Verzeichnis (Kölner Arbeiten zum Bibliotheks- und Dokumentationswesen; 1), Greven, Köln 1981, ISBN 3-7743-0554-4
- Gisela Heinrich, Brunhilde Lewe: Materialien zum Aufbau von Informationsbeständen in Öffentlichen Bibliotheken : eine Zusammenstellung  (Kölner Arbeiten zum Bibliotheks- und Dokumentationswesen; 2), Greven, Köln 1982, ISBN 3-7743-0555-2
- Brigitte Robenek: Geschichte der Stadtbücherei Köln von den Anfängen im Jahre 1890 bis zum Ende des Zweiten Weltkrieges mit einem dokumentarischen Anhang (Kölner Arbeiten zum Bibliotheks- und Dokumentationswesen; 3), Greven, Köln 1983, ISBN 3-7743-0556-0
- Annemarie Nilges: Nationalbibliographien Lateinamerikas Annemarie Nilges  (Kölner Arbeiten zum Bibliotheks- und Dokumentationswesen; 4), Greven, Köln 1983, ISBN 3-7743-0557-9
- Hermann Nink: Privatwirtschaftliche Informationsdienstleistung : Aufgaben, Möglichkeiten und Probleme; unter besonderer Berücksichtigung der Informationsvermittlung (Kölner Arbeiten zum Bibliotheks- und Dokumentationswesen; 5), Greven, Köln 1984, ISBN 3-7743-0558-7
- Neue Regelwerke zum Schlagwortkatalog : Einführung in RSWK u. PRECIS; Vorträge e. Fortbildungsveranstaltung d. Fachhochschule für Bibliotheks- u. Dokumentationswesen in Köln am 9. u. 10. Juli 1984 (Kölner Arbeiten zum Bibliotheks- und Dokumentationswesen; 6), Greven, Köln 1985, ISBN  3-7743-0559-5
- Severin Corsten: Studien zum Kölner Frühdruck : gesammelte Beiträge 1955–1985  (Kölner Arbeiten zum Bibliotheks- und Dokumentationswesen; 7), Greven, Köln  1986, ISBN 3-7743-0560-9
- Alwin Müller-Jerina: Germania Judaica : Kölner Bibliothek zur Geschichte des deutschen Judentums ; die Entwicklung und Bedeutung einer wissenschaftlichen Spezialbibliothek (Kölner Arbeiten zum Bibliotheks- und Dokumentationswesen; 8), Greven, Köln  1986, ISBN 3-7743-0562-5
- Feruzan Gündoǧar: Kurztitelkatalogisierung in der Stadtbücherei Bochum : Überlegungen zur Verkürzung von Titelaufnahmen u. ihre Realisierung in e. computergestützten System (Kölner Arbeiten zum Bibliotheks- und Dokumentationswesen; 9), Greven, Köln  1987, ISBN 3-7743-0563-3
- Ingeborg Konze: Verzeichnis der Kölner Hausarbeiten für die Laufbahnprüfung des höheren Bibliotheksdienstes am Bibliothekar-Lehrinstitut des Landes Nordrhein-Westfalen, Fachhochschule für Bibliotheks- und Dokumentationswesen in Köln 1949–1986 (Kölner Arbeiten zum Bibliotheks- und Dokumentationswesen; 10), Greven, Köln 1988, ISBN 3-7743-0564-1
- Ellen Branthin: Determinanten einer Fachdidaktik Bibliotheksinformatik (Kölner Arbeiten zum Bibliotheks- und Dokumentationswesen; 11), Greven, Köln  1988, ISBN 3-7743-0565-X
- Weiguo Wang: Bibliotheken als soziale Systeme in ihrer Umwelt (Kölner Arbeiten zum Bibliotheks- und Dokumentationswesen; 12), Greven, Köln  1989, ISBN  3-7743-0566-8
- Rudolf Jung, Ingeborg Konze: Sechzig Jahre bibliothekarische Ausbildung in Köln : eine Bibliographie  (Kölner Arbeiten zum Bibliotheks- und Dokumentationswesen; 13), Greven, Köln  1989, ISBN 3-7743-0567-6
- Rudolf Fietz: Die Darstellung des Bibliothekswesens in deutschen Enzyklopädien und Universallexika vom 18. Jahrhundert bis zur Gegenwart  (Kölner Arbeiten zum Bibliotheks- und Dokumentationswesen; 14), Greven, Köln  1991, ISBN 3-7743-0568-4
- Michael W. Mönnich: Personalcomputer in Bibliotheken : Arbeitsplätze für Benutzer  (Kölner Arbeiten zum Bibliotheks- und Dokumentationswesen; 15), Greven, Köln  1991, ISBN 3-7743-0569-2
- Neue Techniken im Informationswesen - neue Trends in der Ausbildung : Beiträge zur Jubiläumsveranstaltung „10 Jahre Fachhochschule für Bibliotheks- und Dokumentationswesen in Köln“ (Kölner Arbeiten zum Bibliotheks- und Dokumentationswesen; 16), Greven, Köln  1992, ISBN 3-7743-0570-6
- Uwe Schwersky: Zur Problematik der Gestaltung von CD-ROM-Benutzeroberflächen (Kölner Arbeiten zum Bibliotheks- und Dokumentationswesen; 17), Greven, Köln  1992, ISBN 3-7743-0571-4
- Klaus Lepsky: Maschinelle Indexierung von Titelaufnahmen zur Verbesserung der sachlichen Erschließung in Online-Publikumskatalogen (Kölner Arbeiten zum Bibliotheks- und Dokumentationswesen; 18), Greven, Köln  1994, ISBN 3-7743-0572-2
- Cordula Gumbrecht: Die Monumenta Serica : eine sinologische Zeitschrift und ihre Redaktionsbibliothek in ihrer Pekinger Zeit (1935–1945)  (Kölner Arbeiten zum Bibliotheks- und Dokumentationswesen; 19), Greven, Köln  1994, ISBN 3-7743-0573-0
- Thomas Sänger, Silke Kriewald: Die Erschliessung der Datenbank Bliss in der Online- und in der CD-ROM-Version (Kölner Arbeiten zum Bibliotheks- und Dokumentationswesen; 20), Greven, Köln  1994, ISBN 3-7743-0574-9
- Helmut Jüngling: Internet und Bibliotheken : Entwicklung, Praxis, Herausforderungen (Kölner Arbeiten zum Bibliotheks- und Dokumentationswesen; 21), Greven, Köln  1995, ISBN 3-7743-0575-7
- Ulrike Steierwald: Wissen und System : zu Gottfried Wilhelm Leibniz' Theorie einer Universalbibliothek (Kölner Arbeiten zum Bibliotheks- und Dokumentationswesen; 22), Greven, Köln  1995, ISBN 3-7743-0576-5
- Corinna Roeder: Frühe Kölner Wochenzeitungen : die Unternehmen der Offizinen Mertzenich und Kempen 1620 bis 1685 (Kölner Arbeiten zum Bibliotheks- und Dokumentationswesen; 23), Greven, Köln  1998, ISBN 3-7743-0577-3
- Michaela Klinkow: Spielkartenmakulatur : Dokumente einer frühen Gebrauchskunst im Bonner Exemplar von Hutters „Novum Testamentum“ (1599/1600) (Kölner Arbeiten zum Bibliotheks- und Dokumentationswesen; 24), Greven, Köln  1999, ISBN 3-7743-0578-1
- Brunhilde Lewe: Informationsdienst in öffentlichen Bibliotheken : Grundlagen für Planung und Praxis (Kölner Arbeiten zum Bibliotheks- und Dokumentationswesen; 25), Greven, Köln  1999, ISBN 3-7743-0579-X
- Heidrun Wiesenmüller: Das Konzept der „Virtuellen Bibliothek“ im deutschen Bibliothekswesen der 1990er Jahre (Kölner Arbeiten zum Bibliotheks- und Dokumentationswesen; 26), Greven, Köln  2000, ISBN 3-7743-0580-3
- Rudolf Jung: Bibliographie der Festschriften und Festschriftenbeiträge zum Buch- und Bibliothekswesen : Deutschland, Österreich, Schweiz ; 1976–2000 (Kölner Arbeiten zum Bibliotheks- und Dokumentationswesen; 27), Greven, Köln  2002, ISBN 3-7743-0581-1